# Lyonothamnus floribundus

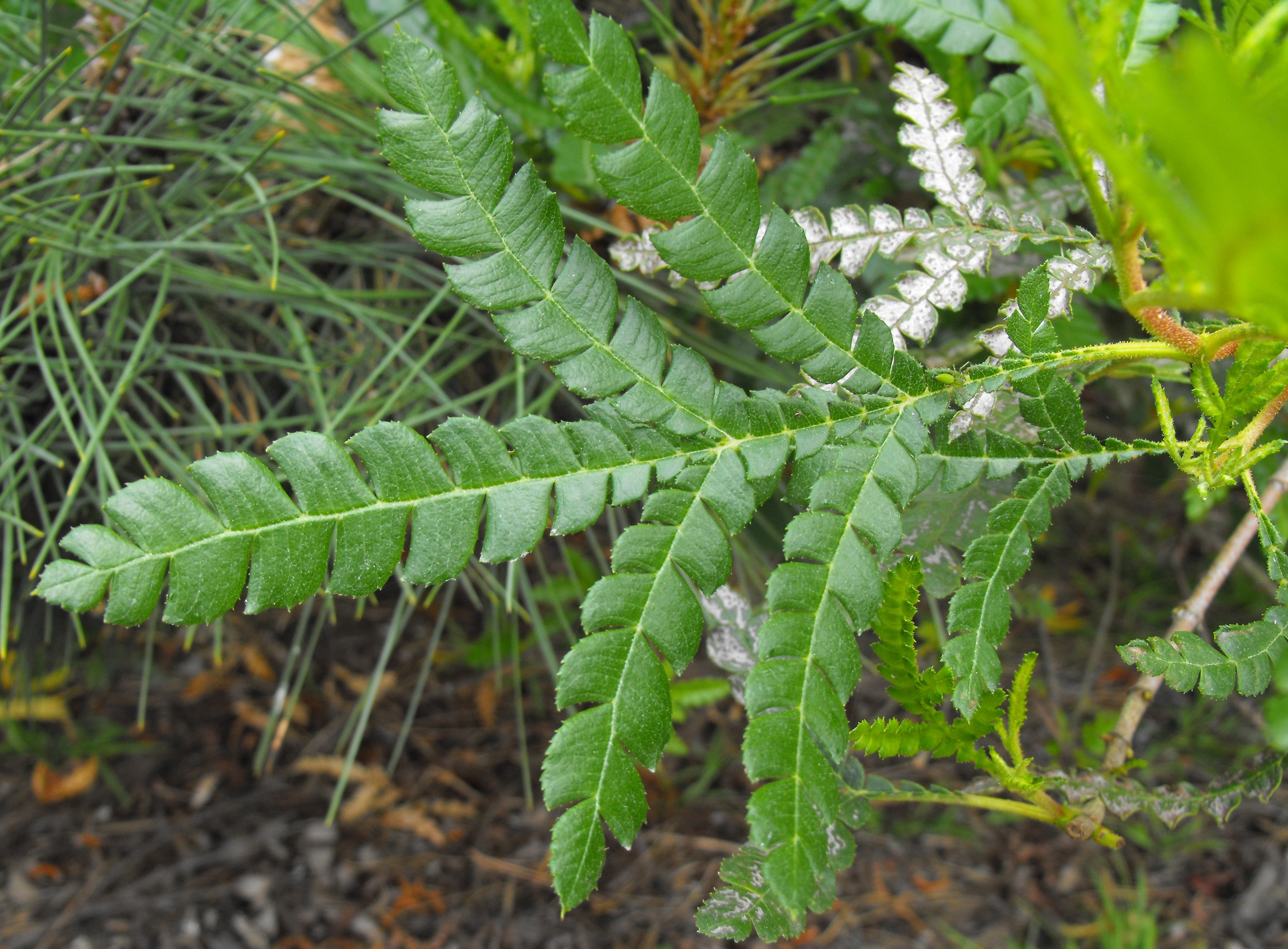
Liść L. floribundus subsp. aspleniifolius

Lyonothamnus floribundus – gatunek z monotypowego rodzaju roślin Lyonothamnus A. Gray, 1885 z rodziny różowatych. Jest to endemit Channel Islands u wybrzeży Kalifornii (rośnie na czterech z nich: Catalina, San Clemente, Santa Cruz i Santa Rosa). Jego skamieniałości z miocenu znane są także z kontynentalnej Ameryki Północnej (z Kalifornii, Nevady i Oregonu). Gatunek rośnie w skalistych kanionach oraz w chaparralu i zbiorowiskach z dębami. Najczęściej na rzędnych od 100 do 500 m n.p.m.
Jeden z dwóch podgatunków o podwójnie wcinanych liściach uprawiany jest jako roślina ozdobna w krajach o łagodnym klimacie, przy czym bardzo rzadko kwitnie w warunkach zachodniej Europy, ale już regularnie w klimacie śródziemnomorskim.
Pierwszy człon nazwy rodzajowej utworzony został od nazwiska odkrywcy tego gatunku, botanika i kolekcjonera roślin z Kalifornii i Filipin – Williama Scrughama Lyon'a (1851–1916). Drugi człon to greckie słowo thamnos znaczące „krzew”. 

## Morfologia
PokrójKrzew i niewysokie drzewo osiągające zwykle do 10 m wysokości, rzadko do 15 m, rozrastające się wegetatywnie, o pędach zwykle nagich lub delikatnie owłosionych, na pniach kora szara do brązowej, czasem czerwieniejąca. Krótkopędów brak.
LiścieNaprzeciwległe, częściowo zimotrwałe. Przylistków brak lub równowąskie, całobrzegie i szybko odpadające. Liście ogonkowe z blaszką pojedynczą, dłoniasto lub pierzasto złożoną. Blaszka liścia pojedynczego lub listków liści złożonych eliptyczna do równowąskiej, skórzasta, o długości od 6 do 18 cm. Listki liści złożonych w liczbie od 3 do 7, u podgatunku aspleniifolius pierzasto klapowane, brzeg blaszki podwinięty, całobrzegi do piłkowanego. Blaszka z obu stron omszona, z góry jednak łysiejąca.
KwiatyDrobne, zebrane po 50 do ponad 800 w szczytowe baldachogrona i wiechy. Działki kielicha w liczbie 5, rozpostarte, jajowate do trójkątnych, o długości do 2 mm. Płatki korony białe, zaokrąglone do jajowatych, o długości ok. 5 mm. Pręciki liczne, zwykle w liczbie ponad 15, krótsze lub dłuższe od płatków. Zalążnia tworzona jest przez dwa, rzadziej trzy owocolistki. W każdym znajdują się 4 zalążki.
OwoceZ każdego kwiatu powstają dwa, rzadziej trzy jajowate do lancetowatych mieszki o długości do 4 mm, osadzone w trwałym hypancjum. Każdy owoc zawiera zwykle od dwóch do czterech nasion.

## Systematyka
Gatunek z monotypowego rodzaju i monotypowego plemienia Lyonothamneae A. Gray w obrębie podrodziny Amygdaloideae Arnott w rodzinie różowatych Rosaceae. Wyróżniane są dwa podgatunki:
- L. floribundus subsp. floribundus – listki liścia złożonego całobrzegie lub ząbkowane (pojedynczo pierzasto złożone); takson znany tylko z wyspy Catalina[3].
- L. floribundus subsp. aspleniifolius (Greene) P.H. Raven – listki liścia złożonego klapowane, z wcięciami dochodzącymi do osi listka (podwójnie pierzasto złożone); takson obecny na wszystkich czterech wyspach archipelagu[3].